# Sófia Kal·listràtova
Sófia Vassílievna Kal·listràtova (rus: Со́фья Васи́льевна Калистра́това),19 de setembre [C.J. 6 de setembre] de 1907, Rilsk – 5 de desembre de 1989, Moscou) fou una advocadessa soviètica, membre del Grup Moscou Hèlsinki, coneguda pels seus documents sobre els drets humans i discursos polítics en els processos de dissidents soviètics.

## Biografia
Sófia Kal·listràtova va néixer el setembre de 1907 a la ciutat de Rilsk (ara, a la casa on vivia, hi ha una placa commemorativa).
A partir del 1925 va viure a Moscou, i es va graduar a la Facultat de Dret de la Universitat Estatal de Moscou el 1930 i des de llavors va treballar com a advocadessa professional.
Entre 1943 i 1976 fou membre de l'Associació d'Advocats de Moscou.
El 1960 quan es va introduir el seu cognom a les dades del passaport, aquest es va escriure malament, i es va posar «Калистратова» Kalistràtova en lloc de «Каллистратова» Kal·listràtova. Com a resultat, en alguns documents històrics la coneguda advocadessa apareix com a "Kalistràtova", i en altres com a "Kal·listràtova".

## Defensa dels drets humans
Kal·listràtova va portar desenes i possiblement centenars de casos diferents, tant penals com polítics; va defensar escriptors de samizdat, refuseniks i tàtars de Crimea. Entre els seus clients es poden esmentar Víktor Khaustov, Vadim Delaunay, I. Iakhimóvitx, Piotr Grigorenko i Natàlia Gorbanévskaia.
Només en casos rars, els advocats defensors dels acusats en virtut de l'article 190-1 del Codi Penal de la RSFSR (difusió d'informació falsa, difamació del sistema polític i social soviètic) i / o de l'article 70 del Codi Penal de la RSFSR (agitació antisoviètica i propaganda), s'atrevien, com Sófia Kal·listràtova i Dina Kamínskaia, de fet, a demostrar la innocència dels acusats. A vegades semblava que la feina d'un advocat no tingués sentit, ja que el veredicte estava preparat abans de l'inici del procés. Per tant, a defensors com Kal·listràtova, Iuli Kim els va dedicar la cançó "El vals de l'advocat", rus: «Адвокатский вальс» Advokatski vals.; el text i els enregistraments d'àudio de les cançons estan disponibles en molts llocs web.
Kallistratova va col·laborar amb Valeri Txalidze i Andrei Sàkharov al Comitè dels Drets Humans a l'URSS de Moscou.
Juntament amb els altres participants va dirigir "Crònica dels esdeveniments actuals."
A més, va escriure una carta en suport dels ciutadans, on es defensava la presumpció d'innocència. En particular, Kal·listràtova va escriure una carta oberta en suport de Vladímir Bukovski, a qui va descriure "com un home totalment desinteressat, dedicat a la Pàtria, d'ànima humana i consciència acrescuda."
Un dels documents que va demanar Sófia Kal·listràtova sobre el cas de Piotr Grigorenko, va donar pas a l'exposició de la Psiquiatria repressiva a la Unió Soviètica. Aquest document era present en els materials enviats per Vladímir Bukovski als psiquiatres occidentals, i va estar present al Congrés de l'Associació Mundial de Psiquiatria celebrat a Honolulu (1977), la qual va adoptar una resolució que condemnava l'abús polític de la psiquiatria soviètica.
Kal·listràtova va participar en el Grup Moscou Hèlsinki. La "Crònica dels esdeveniments actuals" (1977) en parla així:
| «   | A principis de gener, al grup Moscou Hèlsinki es va crear un comitè de treball per investigar l'ús de la psiquiatria amb finalitats polítiques. S'hi van incloure els moscovites Viatxeslav Bakhmin, Irina Kaplun, Aleksandr Podrabínek, Feliks Serébrov i Djemma Bàbitx (Kvatxéskaia) de Leningrad. El representants de Gruo Moscou Hèlsinki" al Comitè de Treball és Piotr Grigorenko. Assessora la Comissió de Treball d'Afers Legals S.V. Kal·listràtova. | » |
| — . | |   |

## Enjudiciament de Kal·listràtova
Després de diversos processos polítics Kal·listràtova va demostrar que estava sent investigada pel KGB. En el seu apartament, així com en els apartaments dels seus amics i parents es van fer escorcolls en diverses ocasions; es van confiscar cartes, documents, cintes d'àudio i cassets, així com màquines d'escriure. El 1981, es va obrir un procediment penal en contra de Kal·listràtova, en virtut de l'article 190-1 ("difusió de falses afirmacions per desacreditar l'Estat soviètic i el sistema social"). Els seus partidaris van insistit en l'absència de qualsevol mena d'element criminal en el desig humà d'exercir el dret a la llibertat d'informació, de conformitat amb l'article 19 de la Declaració Universal dels Drets Humans i els documents de l'Organització per a la Seguretat i la Cooperació a Europa

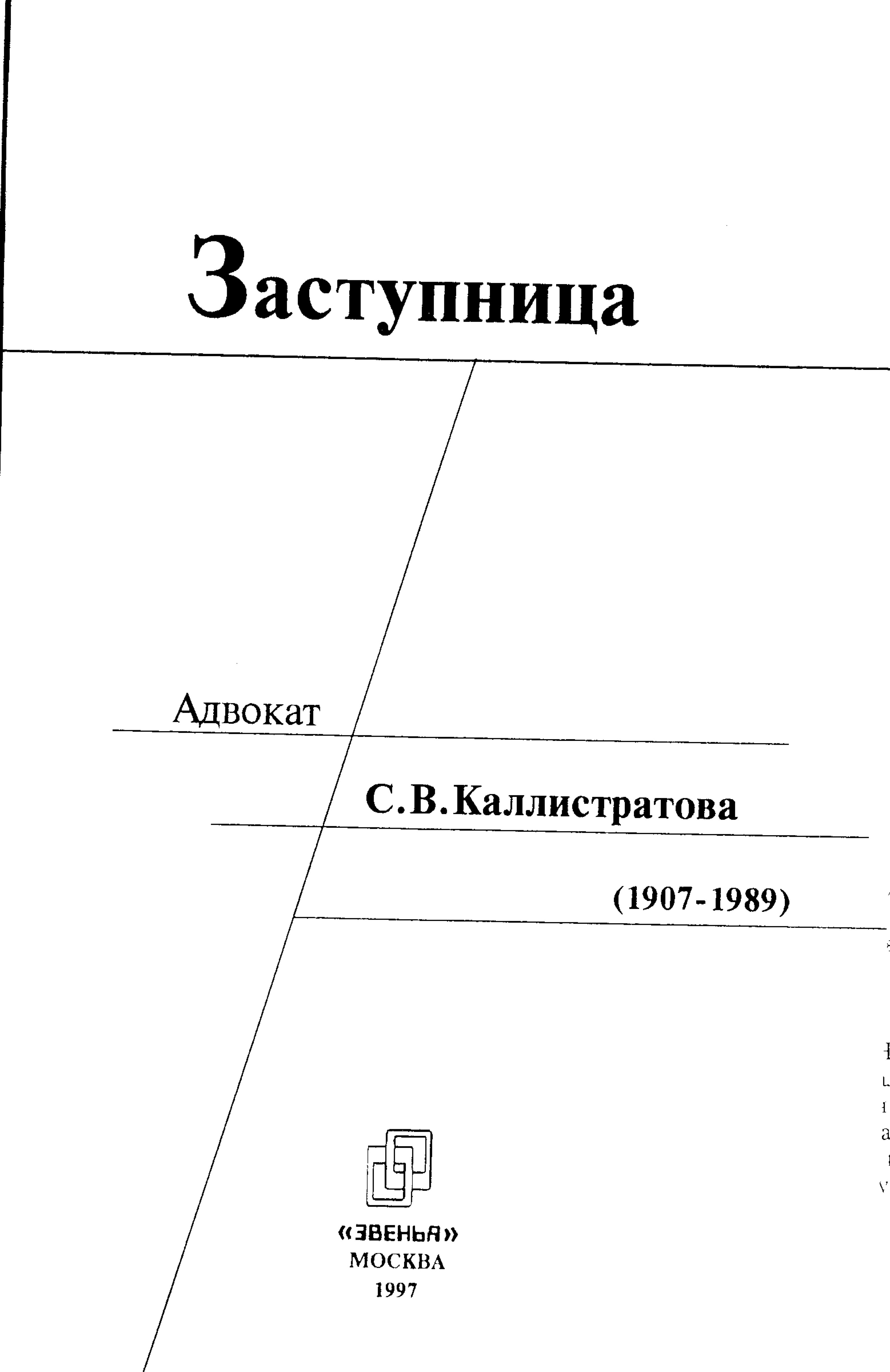
«Zastúpnitsa», un llibre sobre Sófia Kal·listràtova

El 1984, els processos penals contra Sófia Kal·listràtova es van suspendre a causa de l'edat i el seu estat de salut, però Kal·listràtova van insistir en la seva innocència ("Estic a punt per presentar-me davant qualsevol tribunal disposat !")) i va aconseguir la revisió de la decisió. El 1988, l'Oficina del fiscal de Moscou va anul·lar la decisió de 1984 i va decidir suspendre els procediments penals contra Sófia Kall·istràtova "per manca d'indicis delictius en les seves accions".

## Memòria
Va morir el 5 de desembre de 1989. Va ser enterrada al cementiri de Vostriakovo de Moscou.
El 1997 se li va concedir a títol pòstum la medalla d'or del Gremi d'advocats russos. En el mateix any l'editorial «Zvénia» va publicar un llibre titulat «Zastúpnitsa» rus: Заступница "Protectora" sobre la vida i obra de Kal·listràtova.
El 9 d'octubre 2007 el llibre «Prava txeloveka v Rossii» ("Drets humans a Rússia") va publicar un article en el centenari del naixement de Kal·listràtova amb referència als materials del Grup Moscou Hèlsinki, i enllaços a altres publicacions i a Wikipedia.